# Ramón Oviedo
Ramón Oviedo (* 7. Februar 1924 in Santa Cruz de Barahona; † 12. Juli 2015 in Santo Domingo) war ein dominikanischer Maler. Oviedo galt als einer der bedeutendsten Maler der Dominikanischen Republik, deren Kongress ihn zum Maestro Ilustre de la Pintura Dominicana erklärte.
Er half als Neunjähriger in einem Fotogeschäft und veröffentlichte im Alter von zwölf bis fünfzehn Jahren als erste Werke Karikaturen in einer lokalen Zeitschrift. 1969 und 1970 gewann er jeweils den Ersten Preis beim E.-León-Jímenes-Malwettbewerb. 1982 entstand am Sitz der Organisation Amerikanischer Staaten in Washington, D.C. sein Wandbild Mamamerika, zehn Jahre später am Sitz der UNESCO in Paris das Wandbild Cultura petrificada. 1997 wurde er mit dem Orden al Mérito de Duarte, Sánchez y Mella, der höchsten Auszeichnung der Dominikanischen Republik, geehrt, die französische Regierung zeichnete ihn als Chevalier des Ordre des Arts et des Lettres aus. 